# Zlín Z-37
Zlín Z-37 Čmelák або Let Z-37 Čmelák (чеською «Джміль») — чехословацький одномоторний низькоплан. Спочатку розроблений як сільськогосподарський літак, але також знайшов застосування в низці інших галузей. Всього випущено 739 літаків цього типу.

## Розробка

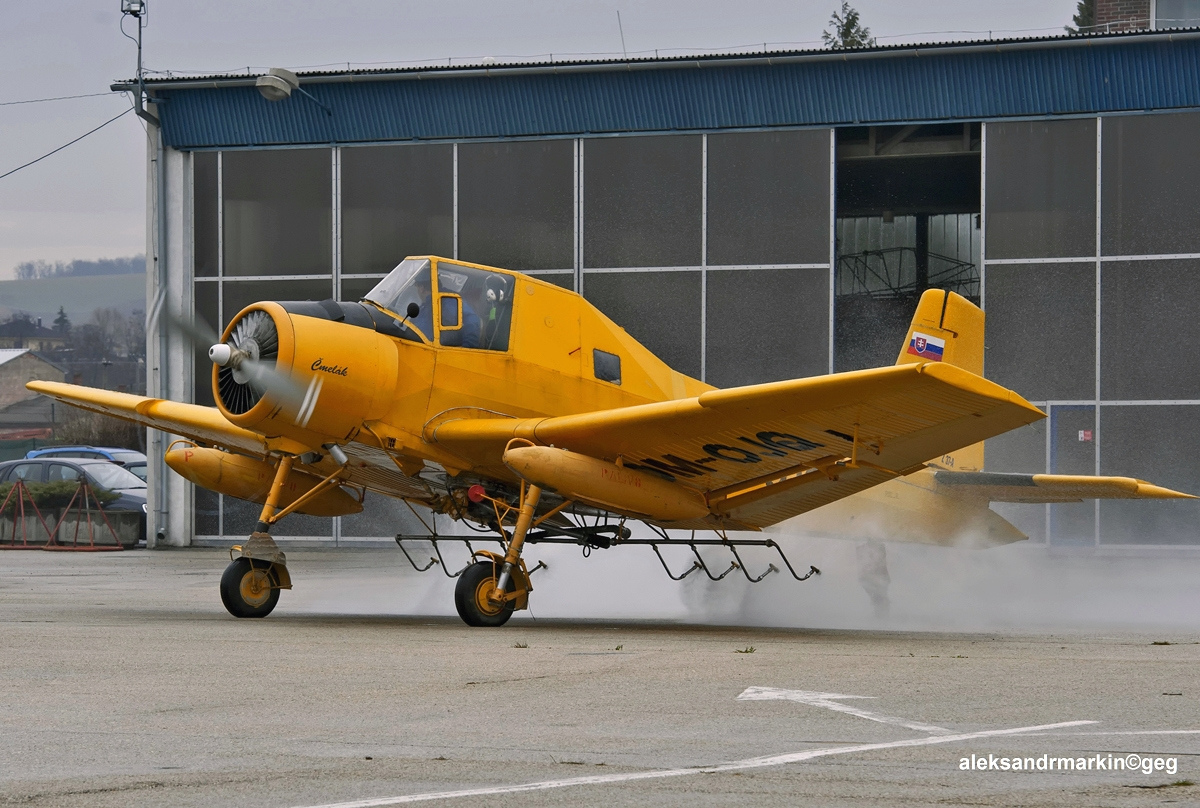
Сільськогосподарський Z-37 Z-37 (OM-OJQ)

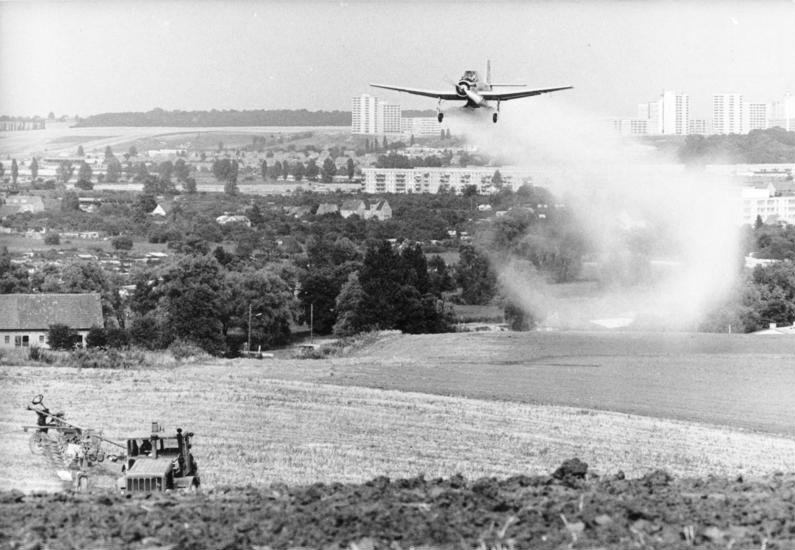
Z-37 під час оприскування поля

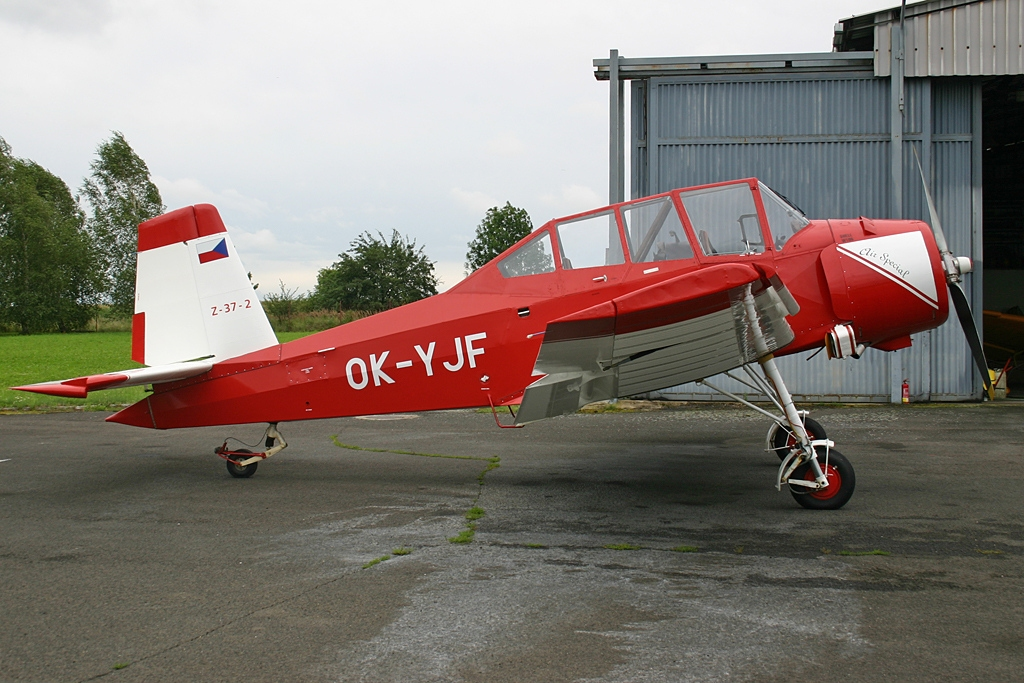
Двомісний навчальний Z-37A-2 (OK-YJF)

Літак Let Z-37 Čmelák був розроблений у співпраці між компаніями Let Kunovice та Moravan Otrokovice. Перший прототип, який отримав позначення XZ-37 (виріб № 001, OK-60), вперше піднявся в повітря 29 червня 1963 року з пілотом заводу Володимиром Влко. Силовою установкою прототипу був радянський дев'ятициліндровий радіальний двигун АІ-14RF потужністю 191 кВт. Після серії випробувань на обох заводах, словацький аероклуб Куновіце у 1969 році розпочав його використання в авіаційно-хімічній сфері. Через рік літак був проданий Районному сільськогосподарському об'єднанню Усті-над-Орліці (реєстраційний номер OK-SJB). У 1971 році його використовувала МТС у Ланшкроуні. У листопаді 1972 року цей літак виключили з реєстру.
Другий прототип XZ-37 (002, OK-70) вперше злетів 5 листопада 1963 року з пілотом Франтішеком Свінкою. З лютого 1965 року літак був зареєстрований як OK-SJA. Його експлуатовувала компанія Мораван в Отроковіце. Після аварії того ж року літак зняли з експлуатації. Третій прототип, що здійснив політ у 1964 році, був зареєстрований як OK-TJB у липні наступного року та належав заводу в Куновіцях. Знятий з експлуатації в 1970 році.
Державні випробування провели з четвертим прототипом, виготовленим у 1964 році. З лютого наступного року він отримав реєстраційний номер OK-TJA та належав заводу в Отроковіце. У червні його продемонстрували на Паризькому авіасалоні в Ле-Бурже, але у 1970 літак зняли з експлуатації після аварії.
П'ятий прототип XZ-37 (005, OK-UJD) був побудований у 1965 році та також повністю брав участь у заводських випробуваннях. У 1968 році на ньому випробували крило зі збільшеним двогранним кутом. Після встановлення двигуна зі збільшеною потужністю він проходив сільськогосподарські випробування у Словацькому аероклубі в 1969 та 1970 роках. Протягом 1970-х та 1980-х він використовувався для буксирування планерів, після 1990 він повернувся до сільськогосподарських робіт. Під час капітального ремонту в середині 1990-х років його перейменували на Z-37A.
Шостий прототип, виготовлений у 1965, наступного року отримав реєстрацію OK-UJE та в червні був продемонстрований у СРСР Франтішеком Свінкою. Після повернення його продемонстрували на Тренчинському авіасалоні, а восени 1966 року він здійснив демонстраційний тур скандинавськими країнами. У 1973 році його зняли з реєстрації. Прототип із серійним номером 007 (OK-UJC) літав з вересня 1967 року по січень 1968 року з рядним шестициліндровим двигуном Continental IO-520D потужністю 162 кВт. Після встановлення оригінального радіального двигуна літак продали компанії Agrolet. Восьмий прототип 1965 року з наступного року отримав номер OK-UJF та служив випробувальною машиною у виробника, а у 1969 році його продали компанії Slov-Air. Знятий з експлуатації в 1973 році.
У 1965 році також виготовили прототип із серійним номером 009, який з квітня 1966 року отримав реєстрацію OK-UJG. Після завершення серії випробувань заводські сервісні механіки переобладнали його в пасажирський варіант для пілота та трьох пасажирів; для цього у листовому металі оригінальної верхньої частини фюзеляжу між трубами каркаса додатково встановили кілька засклених вікон. Модифікований екземпляр літав з авіакомпанією Slov-Air з 1970 року. Після 1990 року кілька Z-37 різних операторів були модифіковані подібно для цього варіанту, при цьому позначення типу залишилося ідентичним або було змінено, наприклад, на форму Z-37A-C2.
Останнім літаком у серії прототипів був двомісний навчальний літак Z-37-2 (виріб № 010, початкове позначення Z-237) з місцем для другого пілота. Він був виготовлений у 1966 році, у вересні того ж року здійснили перший політ Франтішек Срнец та Франтішек Свінка. У лютому 1967 року його продали компанії «Agrolet» з реєстрацією OK-VKD. Через два місяці літак передали виробнику в оренду для навчання болгарських пілотів. Згодом він здебільшого використовувався в льотній школі в Голешові. З кінця 1992 його три роки експлуатувала льотна школа у Врхлабі, після чого продали до Суринаму.
Поставки серії з 10 пробних моделей розпочалися у 1966 році, причому шість з них придбала компанія «Agrolet», одну — Болгарія, одну — Індія.
Серійне виробництво Z-37 розпочалося в 1966 році, а його виробництво в різних версіях тривало до 1984 року. У 1971 році розпочалося виробництво версії Z-37A з покращеним захистом від корозії планера та нещодавно модифікованими жалюзі на капоті двигуна M-462RF.
Роботи над прототипом турбогвинтового літака XZ-37T Čmelák Turbo (OK-146) розпочалися у березні 1981 року. «Moravan» подовжила задню частину фюзеляжу на 0,8 м, а в носовій частині встановила силову установку M-601B потужністю 515 кВт з трилопатевим гвинтом зі змінною швидкістю обертання. Перший політ відбувся 6 вересня 1981. Другий прототип XZ-37T Agro Turbo (OK-072) з двигуном M-601Z зі зменшеною до 362 кВт потужністю піднявся в повітря 12 липня 1983 року. Модифіковане крило було оснащене вінглетами.
Загалом випустили 739 літаків, з яких 26 — Z-37-2, 10 — прототипів, десять — контрольних серій.

## Використання
Літак мав і має широкий спектр застосування. Найвідомішим є його сільськогосподарський варіант для розпилення сипучих матеріалів та для обприскування. Інше використання — буксирування повітряних банерів та планерів. Існують навчальні варіанти або пасажирські з кабіною для 1-2 пасажирів, а також сільськогосподарський для перевезення пасажирів та для екскурсійних польотів.

### Військове застосування
У серпні 2025 року ЗМІ повідомили про використання Україною літака Zlin Z-137T Agro Turbo в бойових діях проти для відбиття дронових ударів у війні проти російських загарбників. Літак модифікований для несення пари ракет класу «повітря — повітря» з інфрачервоним наведенням Р-73.

## Варіанти
- XZ-37: перші прототипи;

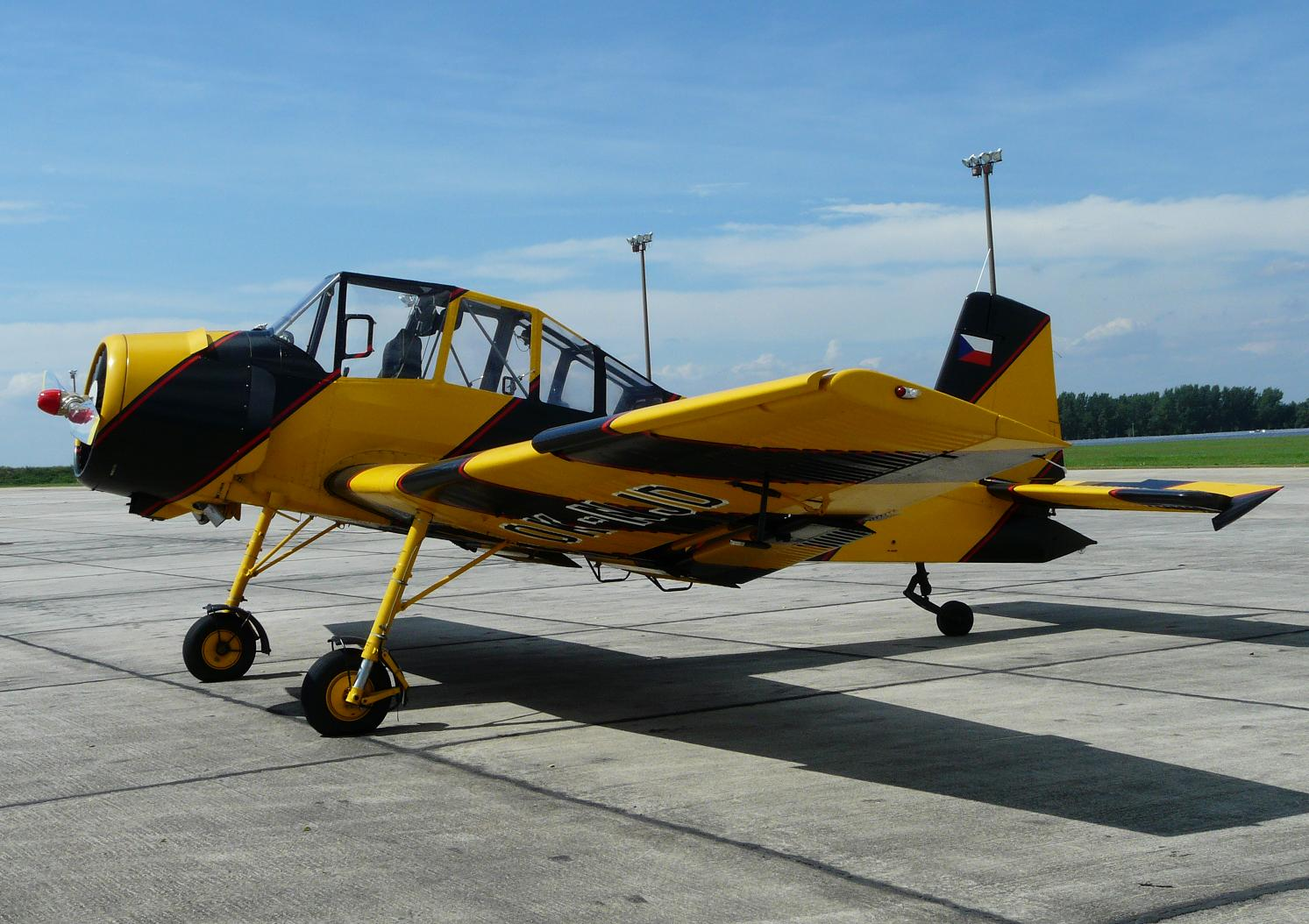
Z-37A C3 (OK-NJD)

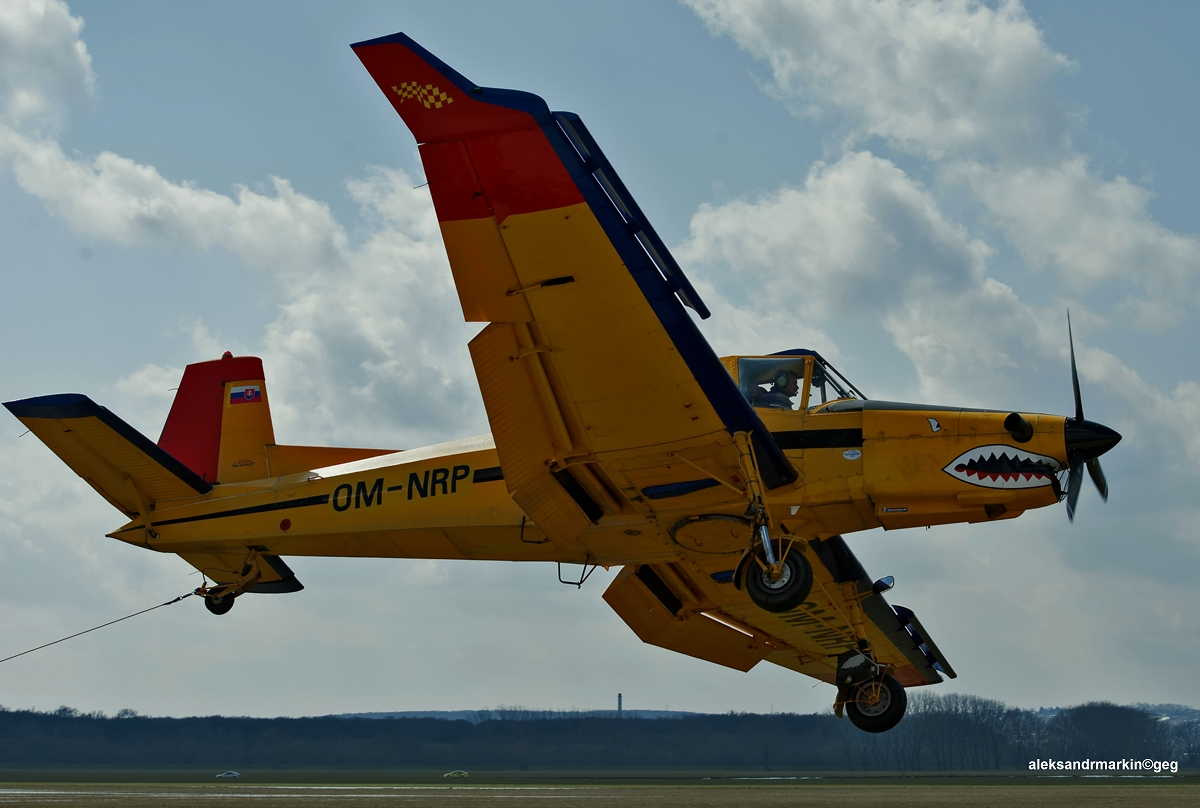
Z-137T (OM-NRP) злітає з планером на буксирі

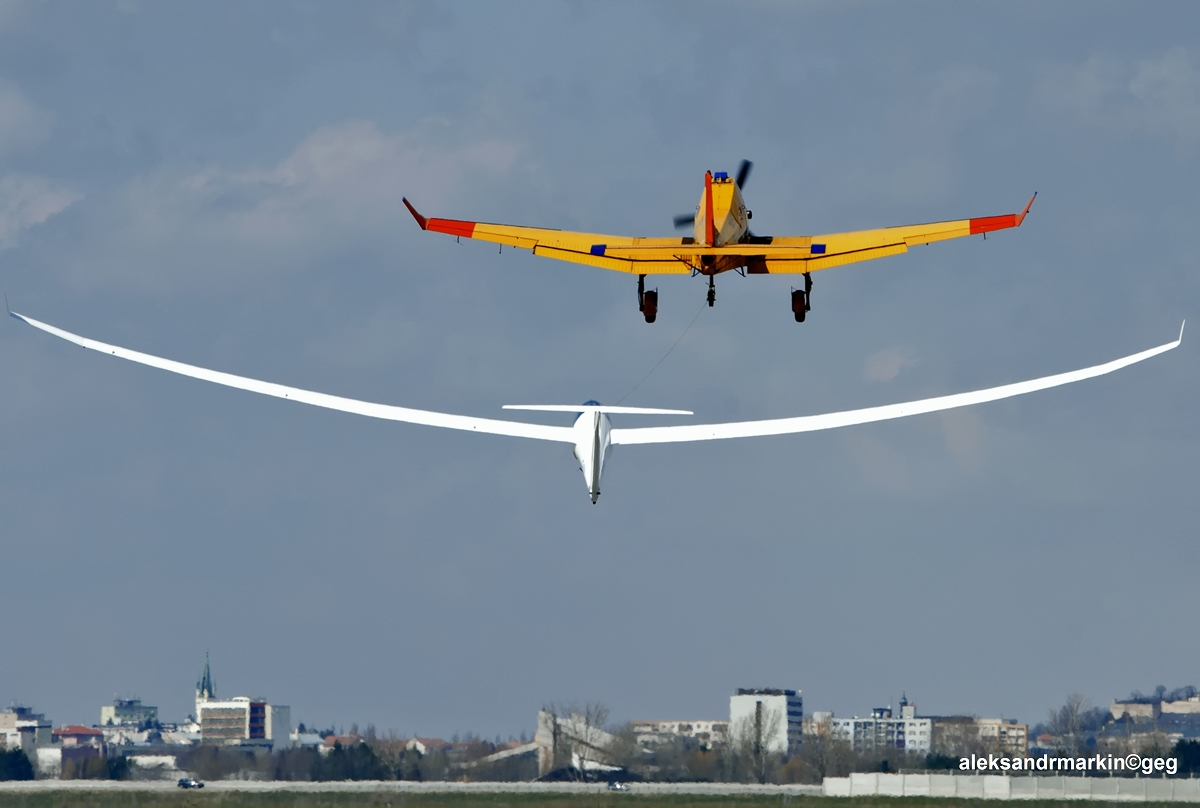
Z-137T (OM-NRP) злітає з планером на буксирі

- Z-37: перші серійні літаки 1965—1971;
- Z-37A: серійні літаки 1971—1975 і 1983—1984, всього випущено 650 літаків;
- Z-37A-2: Двомісний навчальний варіант, прототип 26+1;
- Z-37A C3 Hyena: Спеціальний чотиримісний варіант для Державної авіаційної інспекції. Покращена авіоніка та шумоподавлювачі. Одна така машина (OK-HYA) використовувалася для розслідування авіаційних подій. У 2012 році її передали у Військово-історичний інститут у Празі[5].

### Похідні типи
- XZ-37T: прототип з турбогвинтовим двигуном Walter M-601B, подовженим фюзеляжем та іншими інноваціями, побудований у 1981 році;
- Z-37T Agro Turbo: серійна версія з двигуном Walter M-601Z, 1985—1987, побудовано 28 літаків, включно з навчальною версією Z-37T-2;
- Z-37T-2: Двомісний турбогвинтовий навчальний літак версії 1985—1987;
- Z-137T: Ще одна модернізована та потужніша версія Z-37T Agro Turbo.

#### Z-37TM
Мілітаризована версія, розроблена для НДР. Лише 1 прототип. Знаходиться в музеї Куновіце.

## Технічний опис
Z-37 — це вільнонесучий низькоплан із суцільнометалевим крилом, фюзеляжем, звареним зі сталевих труб, покритих натяжною тканиною та поліуретаном. Шасі — з хвостовою опорою з широкою колією та великою висотою основних коліс.
Крило трисекційне. Прямокутний центроплан є дволонжеронним, з'єднаний з фюзеляжем шістьма шарнірами. Трапецієподібні зовнішні частини підвішені до центроплана, оснащені нерухомими пазами на передній кромці. Крило оснащене дуже ефективними двощілинними підйомними закрилками. Максимальне відхилення закрилків у посадковому положенні становить 50°.

## Технічні характеристики (сільськогосподарська версія Z-37A)

Креслення Z-37

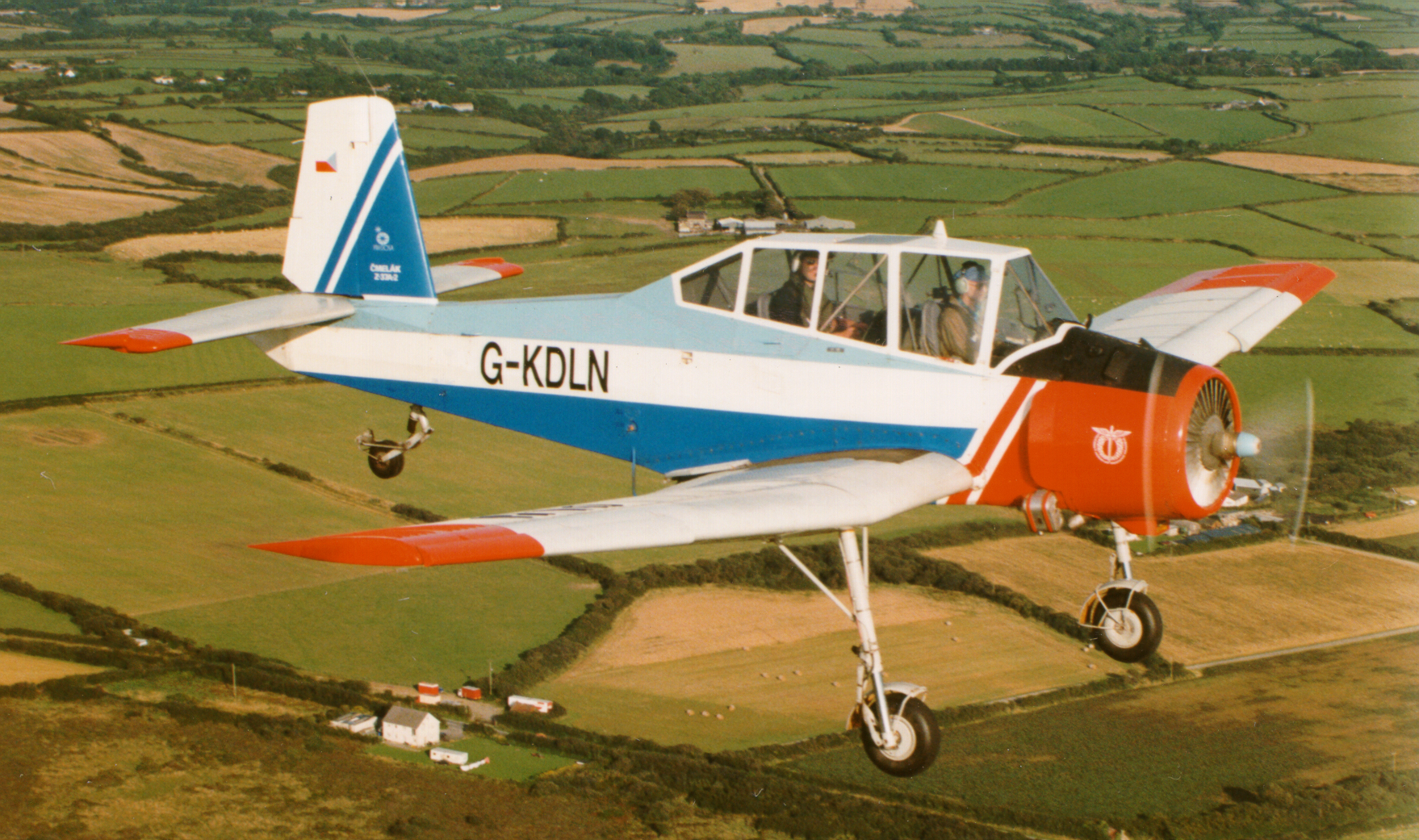
Z-37-2 (G-KDLN, пізніше OK-ZZZ)

### Загальні характеристики
- Екіпаж: 1
- Місткість паливного бака: 125 л
- Місткість бака для хімікатів: 650 л
- Розмах крил: 12,22 м
- Довжина: 8,55 м
- Висота: 2,90 м
- Площа крила: 23,80 м²
- Вага порожнього: 985 кг
- Максимальна злітна маса: 1 850 кг
- Силова установка: 1 × радіальний двигун M-462RF з редуктором (модифікований АІ-14RF)
- Повітряний гвинт: дволопатевий, з гідравлічним керуванням
- Потужність двигуна: 232 кВт (315 к.с.)

### Продуктивність
- Максимальна швидкість: 237 км/год
- Крейсерська швидкість: 180 км/год
- Робоча швидкість: 120 км/год
- Швидкість звалювання: 90 км/год з піднятими закрилками, 81 км/год з опущеними закрилками
- Витривалість у повітрі: 3,5 години
- Дальність польоту: 640 км
- Практична стеля: 4050 м
- Навантаження на крило: 77,7 кг/м²
- Швидкість підйому: 3,7 м/с
- Мінімальний радіус повороту на землі: 5,68 м (18,6 фута)
- Розбіг: 150 м

## Користувачі

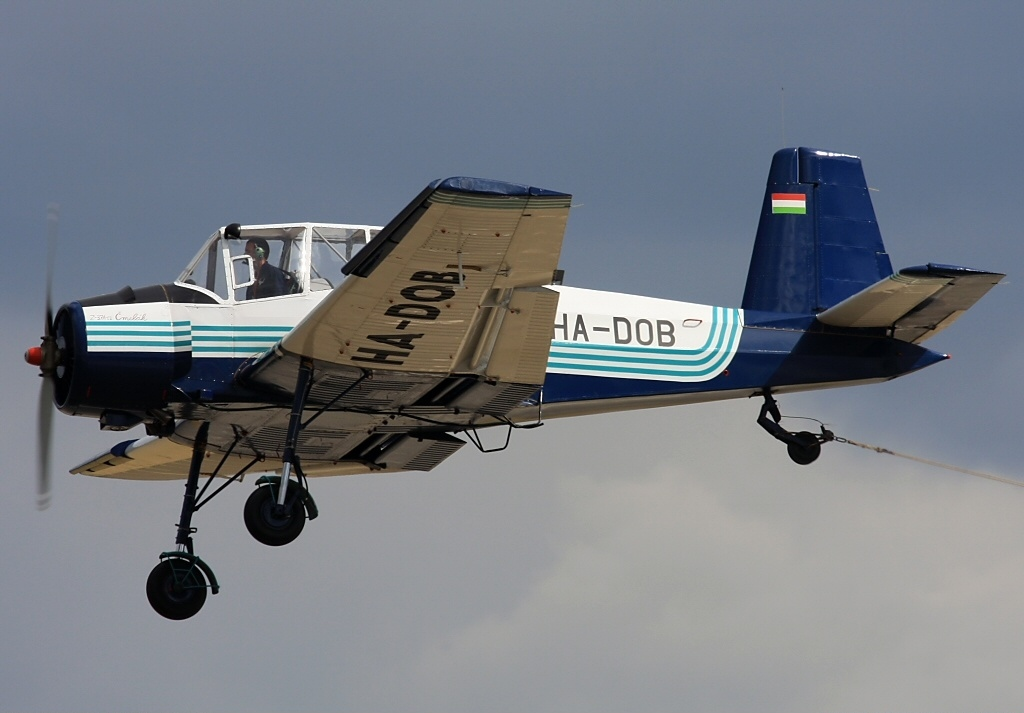
Угорський Z-37A-2 (HA-DOB)

- Болгарія
- Велика Британія
- Індія
- Ірак
- Німецька Демократична Республіка
- Сполучені Штати Америки
- Угорщина
- Україна
- Фінляндія
- Чехословаччина
- Югославія